# Dmitri Kharzeev
Dmitri Eduardovich Kharzeev (Schreibung entsprechend englischer Transkription; russisch Дмитрий Эдуардович Харзе́ев Dmitri Eduardowitsch Charséjew, * 6. September 1963) ist ein russischer, in den USA wirkender theoretischer Physiker.
Kharzeev studierte an der Lomonossow-Universität, an der er 1990 promoviert wurde und 1990 bis 1993 Mitglied im Institut für Kernphysik war. Als Post-Doktorand war er in der Theorieabteilung des CERN (1994 bis 1997), dem italienischen Nationalen Institut für Kernphysik INFN (und Gastprofessor an der Universität Pavia 1992/93) und an der Universität Bielefeld (bei Helmut Satz, 1997). 1997 wurde er Fellow des RIKEN-BNL Center am Brookhaven National Laboratory (BNL), das Tsung-Dao Lee leitete. Er blieb am BNL, erhielt 2000 tenure und wurde 2004 Leiter der Theoriegruppe in Kernphysik bzw. seit 2015 der RIKEN-BNL Theoriegruppe. 2010 wurde er Professor an der State University of New York at Stony Brook, wo er 2013 das Center for Quantum Materials gründete, dessen Direktor er ist.
Seit 2007 ist er außerdem Adjunct Professor an der Yale University. 2014 war er Gastprofessor an der Autonomen Universität Madrid.
Er befasst sich mit Kernphysik, Quantenchromodynamik (QCD) und Festkörperphysik. Bekannt ist er für die Anwendung des chiralen magnetischen Effekts (CME) in Kern- und Festkörperphysik. Der Effekt beschreibt die Ladungstrennung entlang eines äußeren magnetischen Feldes in Systemen mit chiralem Ungleichgewicht (Vorhandensein chiraler Fermionen). Er ist ein makroskopischer Quanteneffekt, von topologischer Natur bezüglich der Eichfelder und eine Folge der chiralen Anomalie. 2014 wurde dieser von ihm und Kollegen im Dirac-Halbmetall ZrTe5 (Zirkonium-Pentatellurid) nachgewiesen. Um den CME in Festkörpern zu beobachten, müssen Quasiteilchen in Form fast masseloser Fermionen vorhanden sein (wofür der Vorsatz Dirac bei Dirac-Halbmetallen steht) und sie müssen in drei Raumdimensionen frei beweglich sein, was bei Zirkonium-Pentatellurid der Fall ist, obwohl es auch eine schichtartige Struktur wie Graphit hat. Wird ein äußeres Magnetfeld zugeschaltet und parallel dazu ein elektrisches Feld orientieren sich die Spins der Quasiteilchen (die positiv oder negativ geladen sein können entsprechend Elektronen und Löchern) am Magnetfeld und man hat eine chirale Trennung der geladenen Quasiteilchen: Bewegen sie sich in Richtung des Magnetfeldes, in dessen Richtung auch ihr Spin orientiert ist, hat man rechtshändige Teilchen (falls das elektrische Feld bezüglich des Magnetfelds umgekehrt werden daraus linkshändige Teilchen). Er sieht im CME das Potential eines verlustfreien Stroms ähnlich wie bei der Supraleitung, und auch Anwendungen bei Quantenrechnern (da durch die Chiralität für Stabilität gesorgt wird und die beiden chiralen Zustände Informationen codieren können).
In der Kernphysik befasst er sich mit QCD-Materie und deren Phasen in Schwerionenstößen, wie sie am RHIC in Brookhaven unternommen werden. Er untersuchte auch hier Folgen des CME, der die direkte Beobachtung topologischer Effekte der QCD ermöglicht. Kharzeev ist einer der Autoren des KLN-Modells (Kharzeev-Levin-Nardi) für Vielteilchenstreuung in Kernstößen bei hohen Energien. Außerdem befasst er sich mit Anwendung der chiralen Anomalie in der Quanteninformationstheorie, Quantenoptik und Graphen, bei dem er eine Analogie zu Quarks in Quark-Gluon-Plasmen sieht (die Quasiteilchenanregungen gleichen masselosen Diracfermionen, statt QCD hat man starke Coulomb-Wechselwirkung). Er hält ein Patent auf Graphene Magnet Multilayers (GMM), die er als mögliche Basis von Prozessoren und Speichern in der Spintronik sieht.
1986 gewann Kharzeev den nationalen sowjetischen Wettbewerb für Physikstudenten. 2005 war er Sackler Fellow und Emilio Segré Distinguished Scholar. 2006 wurde er Fellow der American Physical Society und 2010 der American Association for the Advancement of Science. 2013 erhielt er einen Humboldt-Forschungspreis, 2021 wurde er zum Auswärtigen Mitglied in die Academia Europaea gewählt.

## Schriften (Auswahl)
Außer die in den Fußnoten zitierten Arbeiten.
- mit H. Satz: Quarkonium interactions in hadronic matter, Phys. Lett. B, Band 334, 1994, S. 155–162, Arxiv
- mit C. Lourenco, M. Nardi, Helmut Satz: A Quantitative analysis of charmonium suppression in nuclear collisions, Zeitschrift für Physik C Particles and Fields, Band 74, 1997, S. 307–318, Arxiv
- mit R. D. Pisarski, M. H. G. Tytgat: Possibility of spontaneous parity violation in hot QCD, Phys. Rev. Lett., Band 81, 1998, S. 512, Arxiv
- mit Yu. L. Dokshitzer: Heavy quark colorimetry of QCD matter,Phys.Lett. B, Band 519, 2001, S. 199–206, Arxiv
- mit M. Nardi: Hadron production in nuclear collisions at RHIC and high-density QCD, Phys. Lett. B, Band 507, 2001, S. 121–128, Arxiv
- mit E. Levin: Manifestations of high density QCD in the first RHIC data, Physics Letters B, Band 523, 2001, S. 79–87, Arxiv
- mit Y. V. Kovchegov, K. Tuchin: Cronin effect and high-p T suppression in pA collisions, Physical Review D, Band 68, 2003, S. 094013, Arxiv
- mit E. Levin, M. Nardi: QCD saturation and deuteron–nucleus collisions, Nuclear Physics A, Band 730, 2004, S. 448–459, Arxiv
- mit Eugene Levin, Marcia Nardi: Color glass condensate at the LHC: Hadron multiplicities in pp, pA and AA collisions, Nucl. Phys. A, Band 747, 2005, S. 609–629, Arxiv
- Parity violation in hot QCD: Why it can happen, and how to look for it, Phys.Lett. B, Band 633, 2006, S. 260–264, Arxiv
- mit T. Hirano, U. Heinz, R. Lacey, Y. Nara: Hadronic dissipative effects on elliptic flow in ultrarelativistic heavy-ion collisions, Phys. Lett. B, Band 636, 2006, S. 299–304, Arxiv
- mit P. Castorina, Helmut Satz: Thermal Hadronization and Hawking-Unruh Radiation in QCD, Eur. Phys. J. C, Band 52, 2007, S. 187–210, Arxiv
- mit Ariel Zhitnitsky: Charge separation induced by P-odd bubbles in QCD matter, Nucl. Phys. A, Band 797, 2007, S. 67–79, Arxiv
- mit Larry McLerran, H. J. Warringa: The Effects of topological charge change in heavy ion collisions: 'Event by event P and CP violation', Nucl.Phys. A, Band 803, 2008, S. 227–253, Arxiv
- mit F.Karsch, K. Tuchin: Universal properties of bulk viscosity near the QCD phase transition, Phys. Lett. B, Band 663, 2008, S. 217–221, Arxiv
- mit K. Fukushima, H. J. Warringa: The Chiral Magnetic Effect, Phys.Rev. D, Band 78, 2008, S. 074033, Arxiv
- Axial anomaly, Dirac sea, and the chiral magnetic effect, Gribov-80 Memorial Conference Triest 2010, Arxiv
- The Chiral Magnetic Effect and Anomaly-Induced Transport, Prog.Part.Nucl.Phys., Band 75, 2014, S. 133–151, Arxiv
- Topology, magnetic field, and strongly interacting matter, Arxiv 2015
- mit J. Liao, S. A. Voloshin, G. Wang: Chiral magnetic and vortical effects in high-energy nuclear collisions—A status report, Progress in Particle and Nuclear Physics, Band 88, 2016, S. 1–28, Arxiv